# ايمي بروكنر
ايمي بروكنر (بالإنجليزية: Amy Bruckner)‏ مواليد 28 مارس 1991 في المخروطيات، كولورادو، الولايات المتحدة، هي ممثلة أمريكية بدأت مسيرتها الفنية عام 2001.

## وصلات خارجية
- ايمي بروكنر على موقع IMDb (الإنجليزية)
- ايمي بروكنر على موقع روتن توميتوز (الإنجليزية)
- ايمي بروكنر على موقع أول موفي (الإنجليزية)
- ايمي بروكنر على موقع قاعدة بيانات الأفلام السويدية (السويدية)
- ايمي بروكنر على موقع إن إن دي بي (الإنجليزية)
- ايمي بروكنر على موقع قاعدة بيانات الفيلم (الإنجليزية)